# Vinagre
|  | Aquest article tracta sobre Vinagre. Vegeu-ne altres significats a «Vinagre (desambiguació)». |

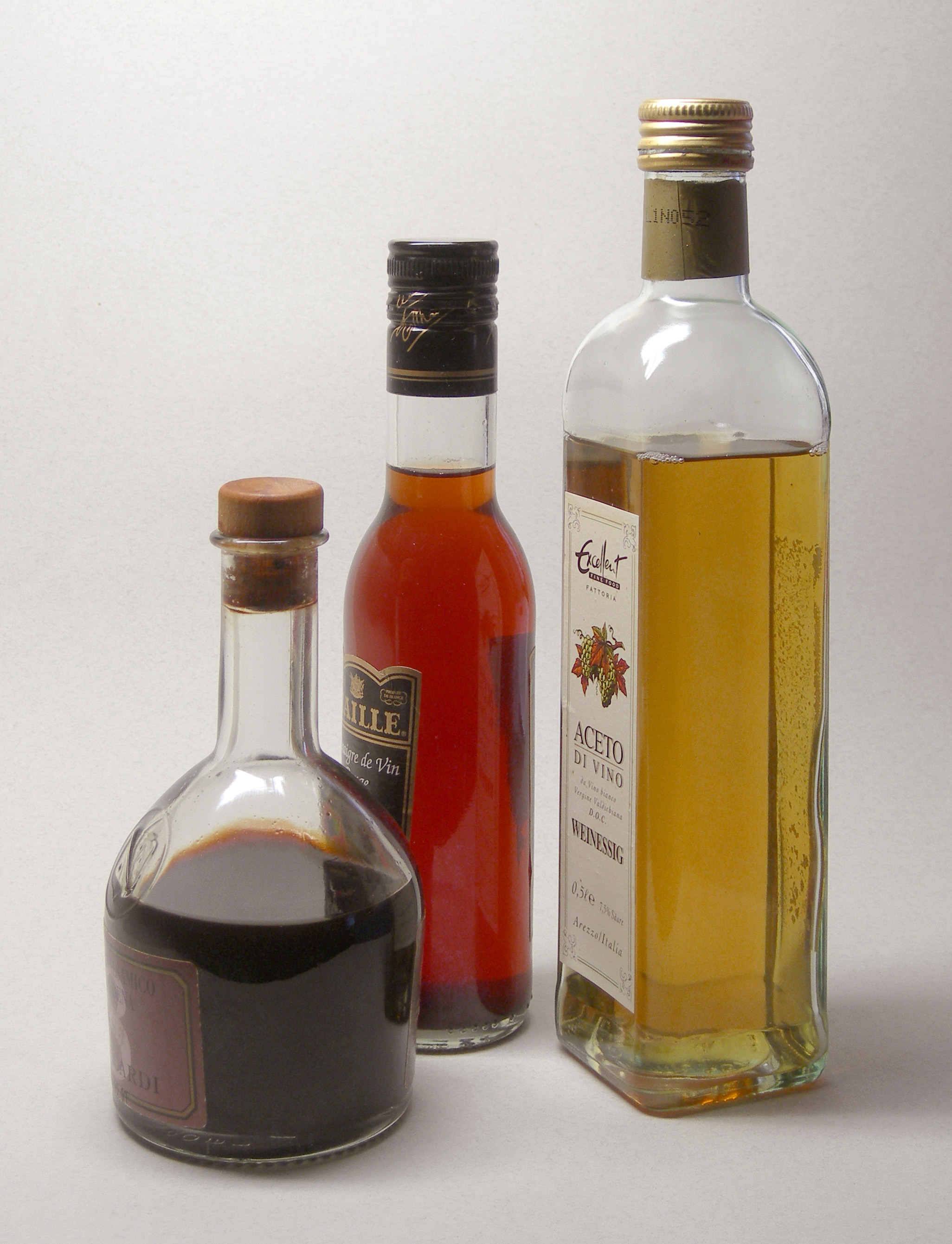
Ampolles de vinagre en diferents formats.

El vinagre és un líquid miscible obtingut mitjançant matèries primeres riques en sucre o midó, com ara sucs de fruites, cereals o tubercles, com la patata. Es produeix a partir de dues fermentacions, primer, la fermentació alcohòlica, que produeix begudes com el vi o la sidra i, posteriorment, la fermentació acètica que produeix l'àcid acètic.

## Procés
La fermentació acètica, és causada per bacteris acètics aerobis de la família Acetobacteriaceae a partir d'una solució alcohòlica. Aquesta pren un gust agre quan l'alcohol esdevé àcid acètic.
El vinagre s'obté a partir de vins de baixa graduació, sotmesos a aireig i a temperatura controlada (15-34 °C) en presència dels microorganismes, en forma de vinagre o de cultius purs, en repòs (mètode Orléans), fent passar el vi a través d'encenalls impregnats de vinagre (mètode alemany), amb injecció d'aire (mètode Frings), per fermentació submergida, entre altres mètodes. Els bacteris fermentatius formen un tel a la superfície (mare del vinagre). El vinagre és filtrat, emmagatzemat, per tal que envelleixi, i eventualment pasteuritzat. Pren color groc d'ambre o rosat, segons el vi; l'olor és penetrant, i el tast, àcid i picant. Els seus components fonamentals són: àcid acètic (4-9%), extret sec (1,50-3,50%), etanol (1% com a màxim), minerals (0,12-0,35%), glicerol i acetoïna. Hom pot emprar diòxid de sofre com a conservador i caramel de most per a acolorir-lo. S'altera per sobreoxidació, fermentacions secundàries, enfosquiment i paràsits (mosca del vinagre, anguíl·lula). Poden ésser obtinguts vinagres sintètics a partir d'àcid acètic pur, però a l'estat espanyol són prohibits, car hom promou l'ús exclusiu de vinagre de vi o derivats. L'anàlisi inclou acidesa, extret sec, cendres, etanol, acetoïna, àcids minerals i additius.
Generalment prové de la fermentació del vi, però també existeixen vinagres provinents de la fermentació d'altres productes alcohòlics, com ara la sidra o la cervesa, no alcohòlics, com algunes fruites (per exemple el vinagre de sidra de poma, produït mitjançant la fermentació de les pomes)o l'arròs, o directament del most del raïm reduït, com és el cas del vinagres balsàmics italians (acet balsàmic).

## Usos
Té un important ús gastronòmic com a condiment i com a conservant: s'usa per amanir verdures i vegetals, per a fer la salsa anomenada escabetx o per fregir barrejat amb oli, etc. A part del seu ús gastronòmic, també s'empra com a alleujant en picades d'insectes, per a netejar vidres i altres superfícies així com s'empra en la neteja de banys i cuines car es considera eficaç eliminant les taques de calç, a més també s'usa per a repel·lir mosquits i d'altres usos variats tant domèstics com industrials.
Un dels usos domèstics que pot tenir el vinagre és que resulta útil per netejar l'alumini.